# Fissidens subdiscolor
Fissidens subdiscolor är en bladmossart som beskrevs av Hugh Neville Dixon 1924. Fissidens subdiscolor ingår i släktet fickmossor, och familjen Fissidentaceae. Inga underarter finns listade i Catalogue of Life.